# Feelbos
Het Feelbos is een bosgebied in de Vlaamse Ardennen in Zuid-Oost-Vlaanderen (België). Het Feelbos beslaat 11,76 ha en wordt beheerd door een privé-eigenaar. Het heuvelende loofbos ligt op het grondgebied van de gemeente Kluisbergen. Het Feelbos is een reliëfrijk bronbos met als dominante boomsoorten es, beuk en canadapopulier. De biologische waarderingskaart omschrijft het Feelbos als zeer waardevol en de noordelijke uitloper ervan als waardevol. In de goed ontwikkelde kruidlaag van het bos groeien bittere veldkers, reuzenpaardenstaart en voorjaarsbloeiers zoals wilde hyacint, bosanemoon en kleine maagdenpalm. In het bos komt vermiljoenkever voor. Het Feelbos is een Europees erkend Natura 2000-gebied (Bossen van de Vlaamse Ardennen en andere Zuid-Vlaamse bossen) en maakt deel uit van het Vlaams Ecologisch Netwerk. Binnen de Europese natuurdoelstellingen wordt op termijn 350 hectare extra bos gecreëerd in de Vlaamse Ardennen; het Kluisbos wordt via het Feelbos, Beiaardbos, Fonteinbos en Ingelbos, Hotond-Scherpenberg, Kuitholbos en Spijkerbos verbonden met het Koppenbergbos..

## Afbeeldingen

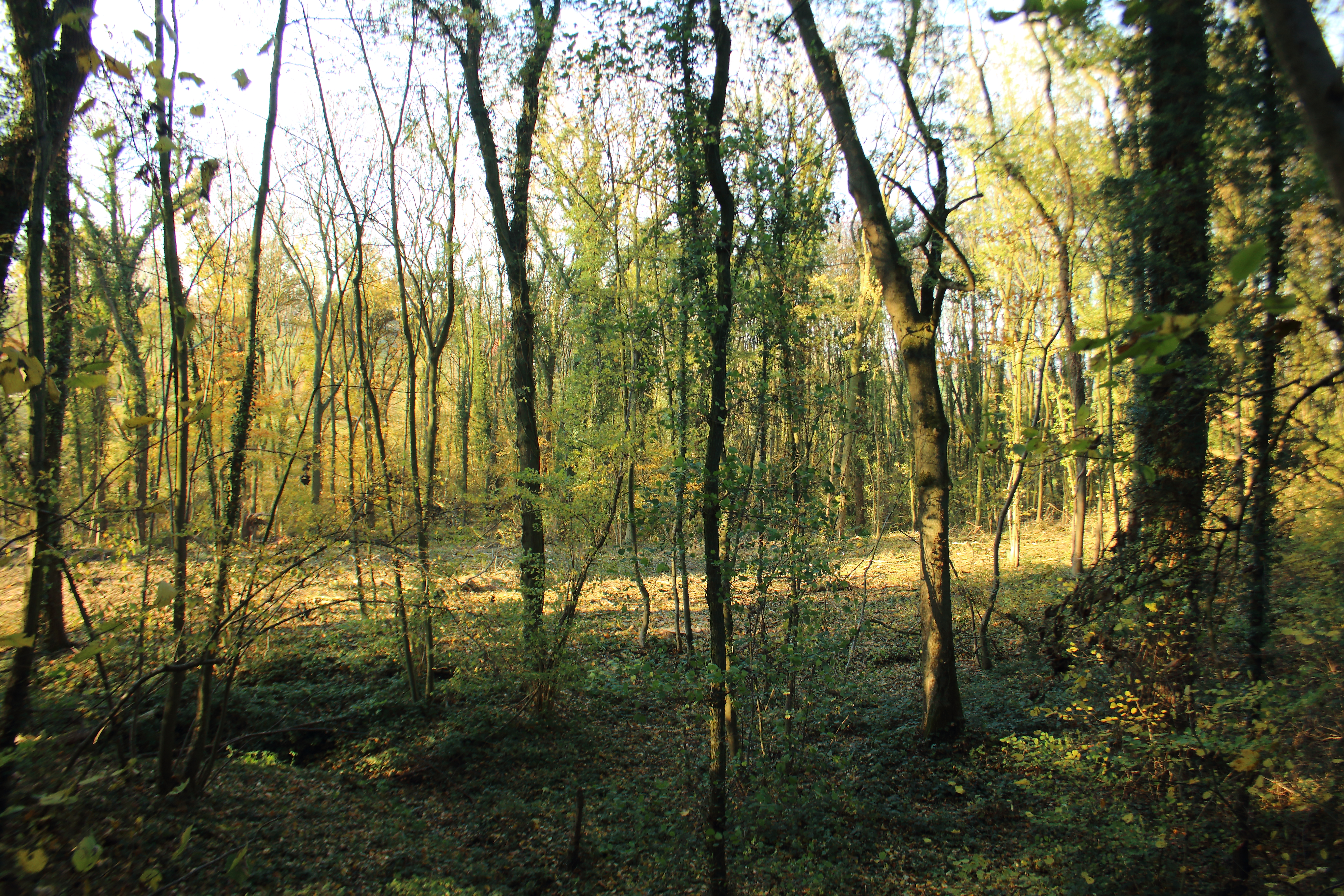
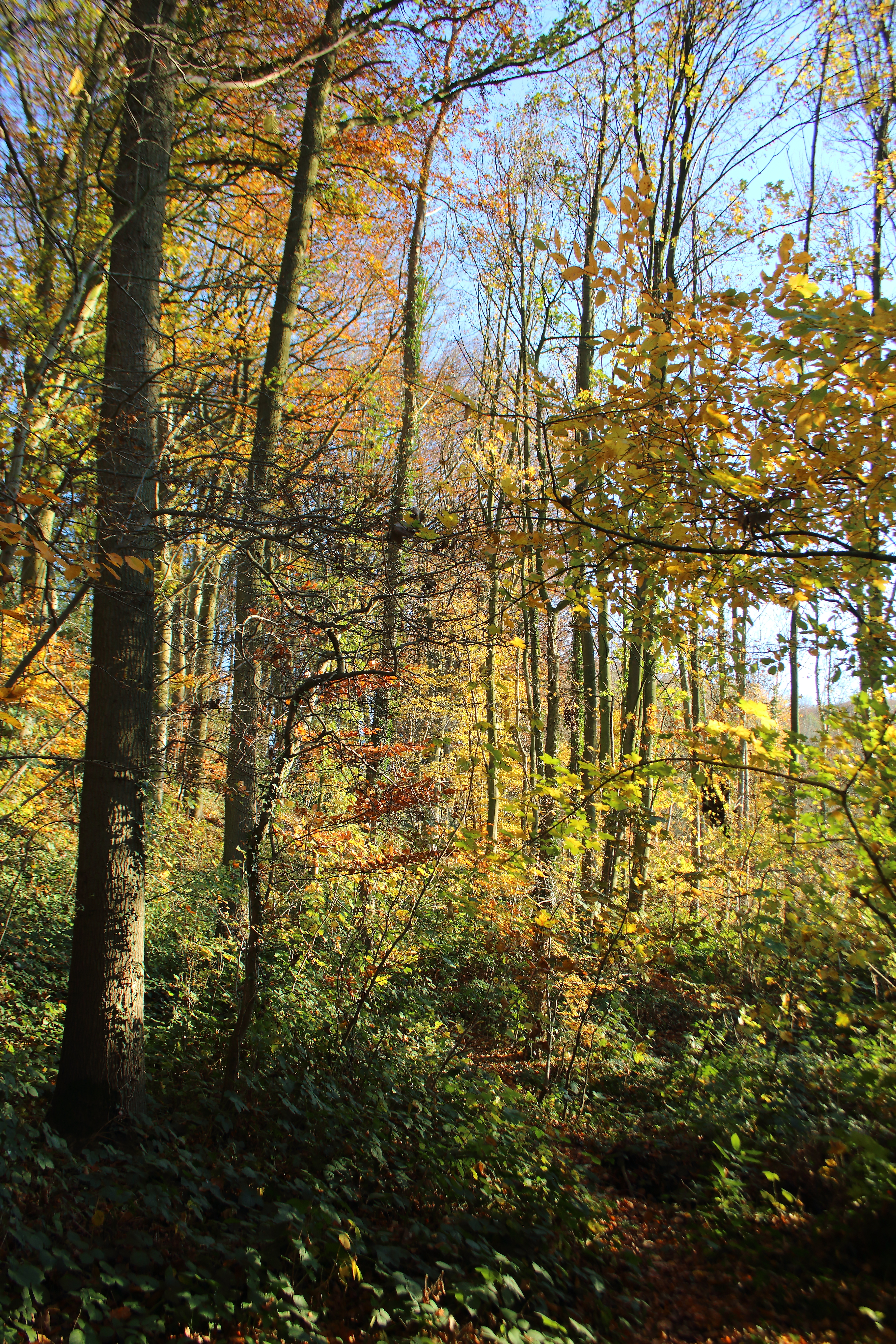
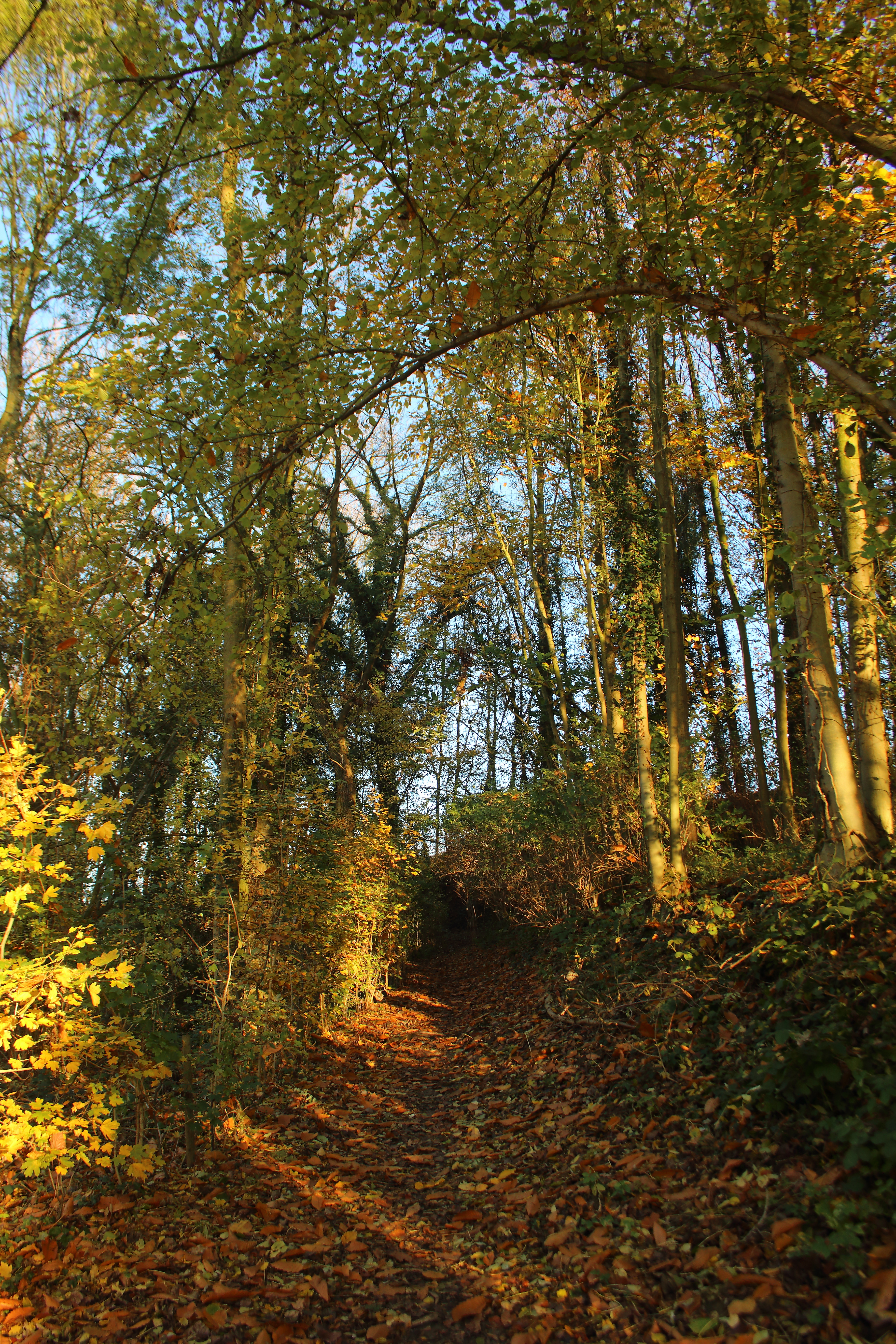